# Maláj lappantyú
A maláj lappantyú (Lyncornis temminckii) a madarak (Aves) osztályának a lappantyúalakúak (Caprimulgiformes) rendjéhez, ezen belül a lappantyúfélék (Caprimulgidae) családjához tartozó faj.

## Rendszerezése
A fajt John Gould angol ornitológus írta le 1838-ban. Sorolták az Eurostopodus nembe Eurostopodus temminckii néven is. Tudományos faji nevét Coenraad Jacob Temminck holland zoológusról kapta.

## Előfordulása
Brunei, Indonézia, Malajzia, Szingapúr és Thaiföld területén honos. Természetes élőhelyei a szubtrópusi vagy trópusi síkvidéki esőerdők, füves puszták és cserjések. Állandó, nem vonuló faj.

## Megjelenése
Testhossza 25–28 centiméter.

## Életmódja
Rovarokkal táplálkozik, melyet a nyílt vidékeken, rizsföldek és megművelt területek, erdei tisztások, erdő szélek, torkolatok és folyók felett kap el.

## Természetvédelmi helyzete
Az elterjedési területe rendkívül nagy, egyedszáma pedig stabil. A Természetvédelmi Világszövetség Vörös listáján nem fenyegetett fajként szerepel.